# Долгорукова, Юлия Витальевна
Юлия Витальевна Долгорукова (род. 21 февраля 1962, Москва) — российская художница, живописец, дизайнер, член МОСХ и Творческого Союза Художников России (ТСХР), Член-корреспондент Международной академии современных искусств 2020.

## Биография
Юлия Долгорукова родилась в Москве. В художественной школе её педагогом была Ирина Калинина, действительный член Российской академии художеств. Впоследствии Юлия окончилa московское художественное училище как художница-оформитель. Училась в Московском Полиграфическом институте, занималась у вице-президента Российской академии художеств Д. Бисти и А. Цедрика. В дальнейшем она обучалась живописи у члена Союза художников СССР, педагога Российского государственного художественно-промышленного университета им. С.Г. Строганова Сергея Степановича Фёдорова и у заслуженного художника России Николая Евгеньевича Попова. В 1990-е посещала лекции и мастер-классы Михаэля Лесера в Штутгартской академии искусств. Работает в области станковой живописи, графики и театрально-декорационного искусства. Занимается дизайном одежды и интерьера. В 1981 была принята в молодёжную секцию МОСХ, в 1997 стала членом Московского Союза художников. Также с 1991 состоит в Творческом Союзе Художников России (ТСХР). Детство и юность художницы прошли на Николиной Горе, на даче О. Ю. Шмидта, напротив дачи Михалковых, где она написала свои первые циклы работ. О её яркой юности в компании «золотой молодёжи» режиссёр А. К. Иванов-Сухаревский снял фильм «Корабль» по сценарию Елены Лобачевской «Юшка» (прозвище Юлии Долгоруковой на Николиной Горе). Главную женскую роль в этом фильме сыграла известная актриса Оксана Фандера, которая заняла второе место на первом в СССР конкурсе красоты «Московская красавица».
Начиная с 1981 года участвовала более чем в 60 выставках. В том числе в выставках молодых московских художников МОСХа, Выставке произведений советских художников, посвящённой 150-летию железных дорог страны (в Москве и Ленинграде), Всесоюзных выставках 1988, 1989 и 1991 годов в Москве, в выставке «Арт-Миф — 93» в московском «Манеже», в юбилейной выставке на Гоголевском бульваре 1995 года, посвящённой 20-летию выставки живописи в павильоне «Пчеловодство» на ВДНХ с Эдуардом Дробицким, Оскаром Рабиным и других. Персональные выставки в Москве (1986, 1993, 1995, 1999, 2000, 2004, 2005, 2006, 2008, 2017), Штутгарте (1990, 1991), Херренберге (1992), Калуге (1993), Тарусе (1994, 2001), Костроме (1994), Мармарисе (1999) , Александрове (2002), Малоярославце (2003), Шарм-эш-Шейхе (2005), Миккели (Финляндия, 2007), Аланье (Турция, 2009), Париже (2010), Каннах (2010), Анталии (Турция, 2017), Финиксе (США 2019). Юлия Долгорукова участвовала в выставках с известными художниками: Эрнстом Неизвестным, Эдуардом Штейнбергом, Олегом Целковым, Владимиром Немухиным и другими.
Юлия Долгорукова работает в жанрах пейзажа, натюрморта, марины, мифологической живописи. Среди созданных ею произведений картины «Утро в Форосе» (1981), «Аксиньино. Церковь» (1982), «Новый район. Триптих» (1983), серия живописных работ по мотивам романа Булгакова «Мастер и Маргарита» («Маргарита и дьявол», «Похороны Берлиоза», «Га-Ноцри у Пилата», «Маргарита и Воланд», «Балет во дворце Понтия Пилата» и др., созданные художницей для оперы её отца, В. Гевиксмана (Почётного гражданина штата Коннектикут) «Мастер и Маргарита», которые впоследствии экспонировались на персональной выставке «Садовая 302-бис» в музее-квартире М. А. Булгакова.), «Танец сиреневого дождя» (1997), «Натюрморт с грушей» (2004), «Па-де-де», «Жизель», «Танец огня» (2009) и другие. Для московского театра «Новая Опера» Ю. Долгоруковой совместно с художником Денисом Диковым были исполнены эскизы костюмов и декораций к опере «О Моцарт, Моцарт!» (экспонировались в Костромском государственном историко-архитектурном и художественном музее-заповеднике на фестивале «Вехи» в 1994 году). В дальнейшем своём творчестве Юлия Долгорукова обратилась к различным новым темам. Она начала рисовать пейзажи стран, которые она посетила, включая Египет, Турцию и Францию. Она также стала изображать букеты и создавать картины на мифологические темы. Но наибольшее внимание заслуживает её работа под названием «Всевидящее око» (2021). Она создала её, объединив новейшие технологии с традиционной живописью.
Работы Юлии Долгоруковой находятся в собраниях ряда известных музеев и в частных коллекциях, среди них Костромской государственный историко-архитектурный и художественный музей-заповедник (картина «Египетские ночи», приобретённая музеем в 1994 году, была похищена), Калужский музей изобразительных искусств, Музей Марины Цветаевой в Александрове, Мемориальный дом-музей М. И. Цветаевой в Болшеве, Малоярославецкий музейно-выставочный центр им. И. А. Солдатенкова,Тарусский музей семьи Цветаевых, Коллекция Дома-музея Максимилиана Волошина (Коктебель), Коллекция Дома-музея А. П. Чехова (Ялта), Тарусский краеведческий музей, Художественный музей Финикса, США, московский музей М. А. Булгакова на Большой Пироговской, коллекция Ульриха Шпрингера, (Штутгарт), а также в частных собраниях в России, Германии, США, Швейцарии, Франции, Великобритании, Южной Кореи, Египта, Финляндии, Турции. Приглашение на открытие её выставки в частной галерее Интер-Арт, Штутгарт, Германия находится в Театральном музее имени А. А. Бахрушина. Творчеству Долгоруковой — живописцу и дизайнеру посвящён ряд телевизионных передач и статей в российских и зарубежных изданиях.

## Галерея

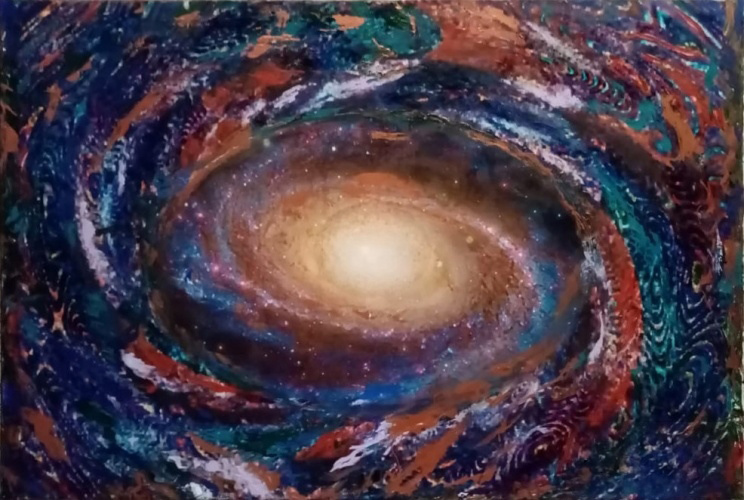
ВСЕВИДЯЩЕЕ ОКО. 2020
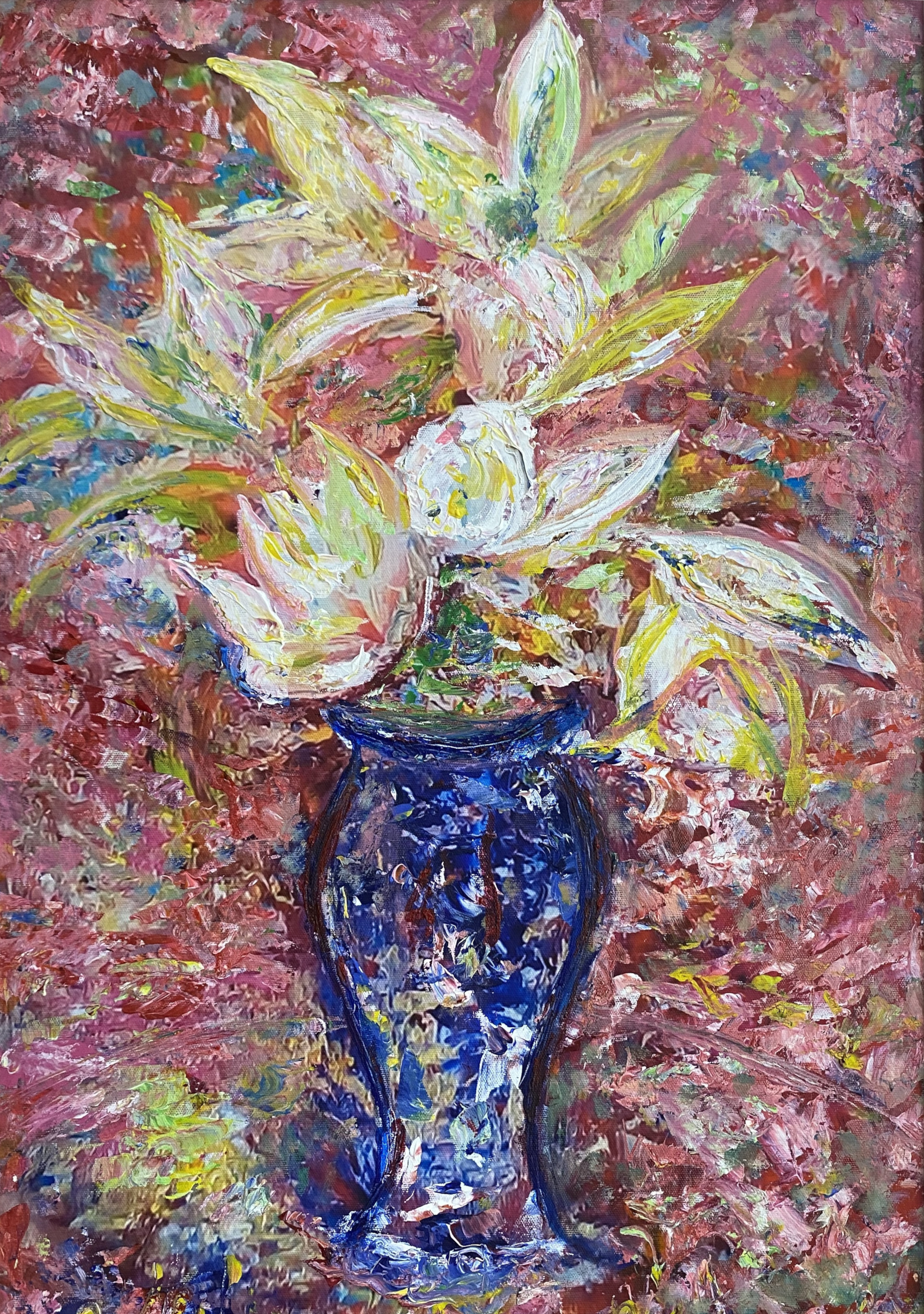
Лилии в синей вазе 2018
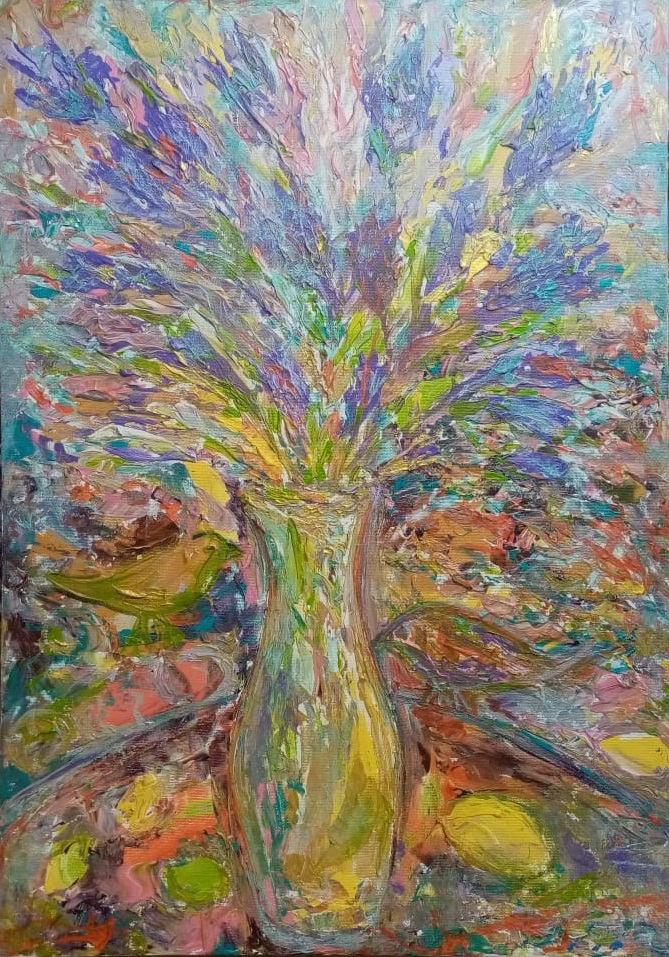
Букет ирисов с жёлтыми канарейками. 2021
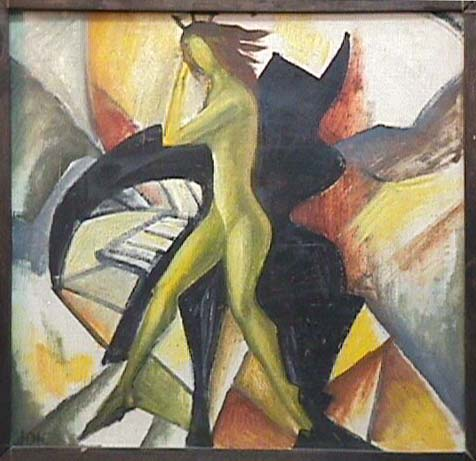
Маргарита и Воланд. 1994
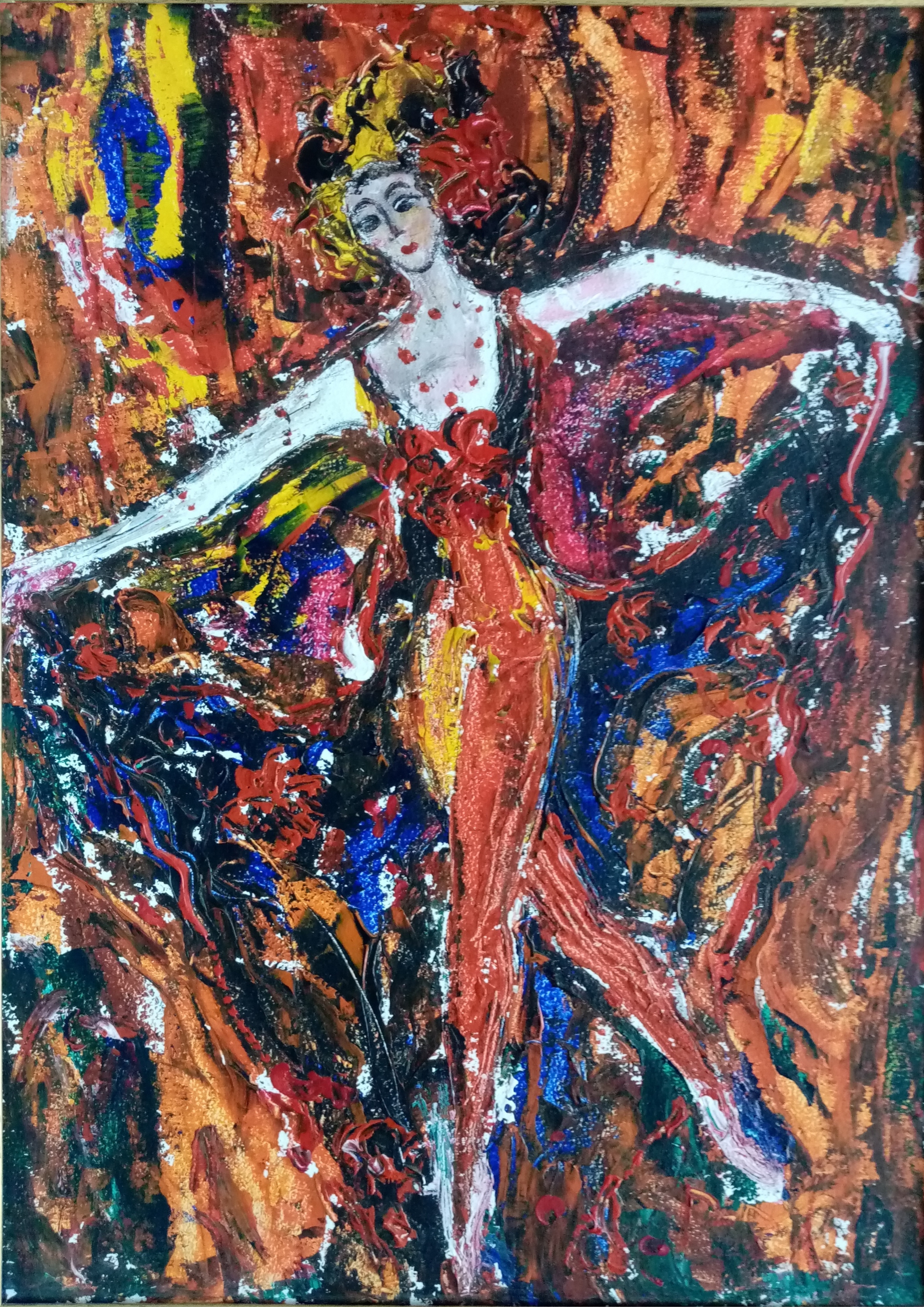
Танец Огня. 2009
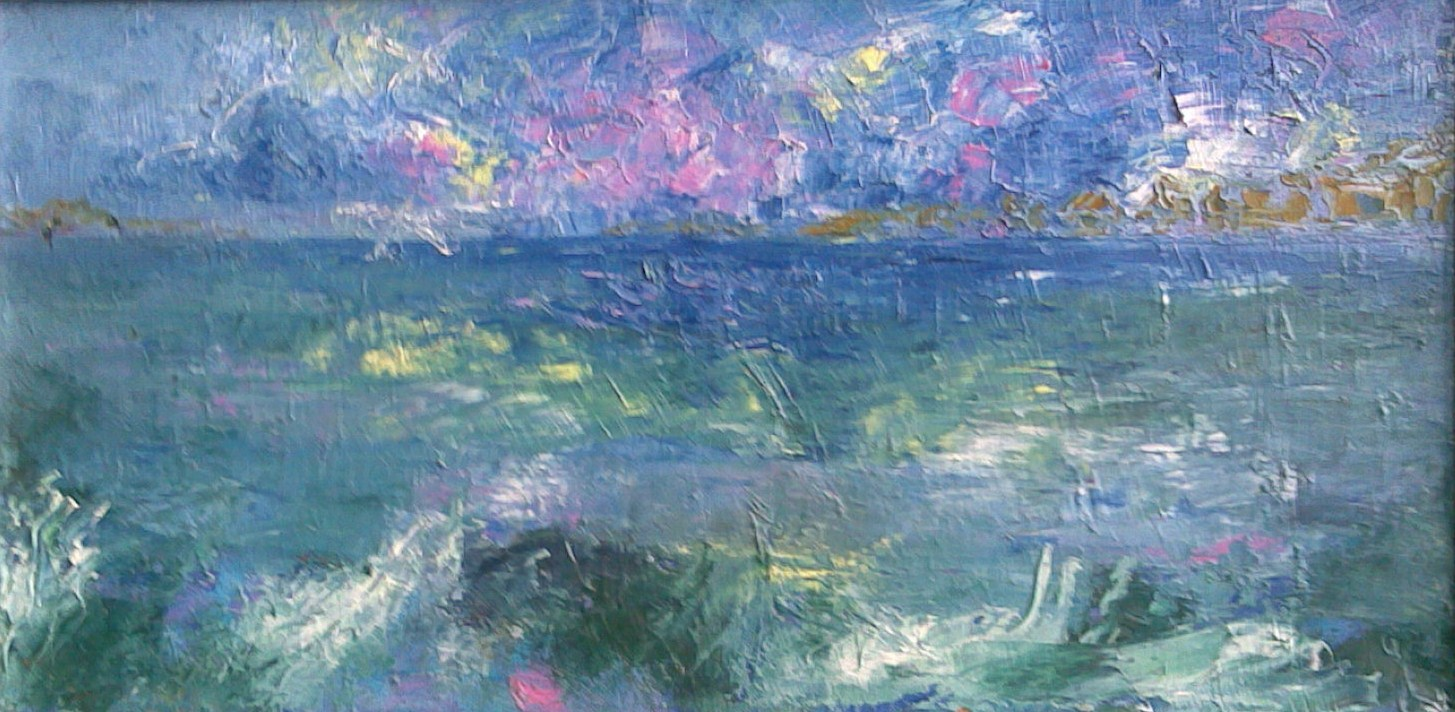
Красное море. 2006
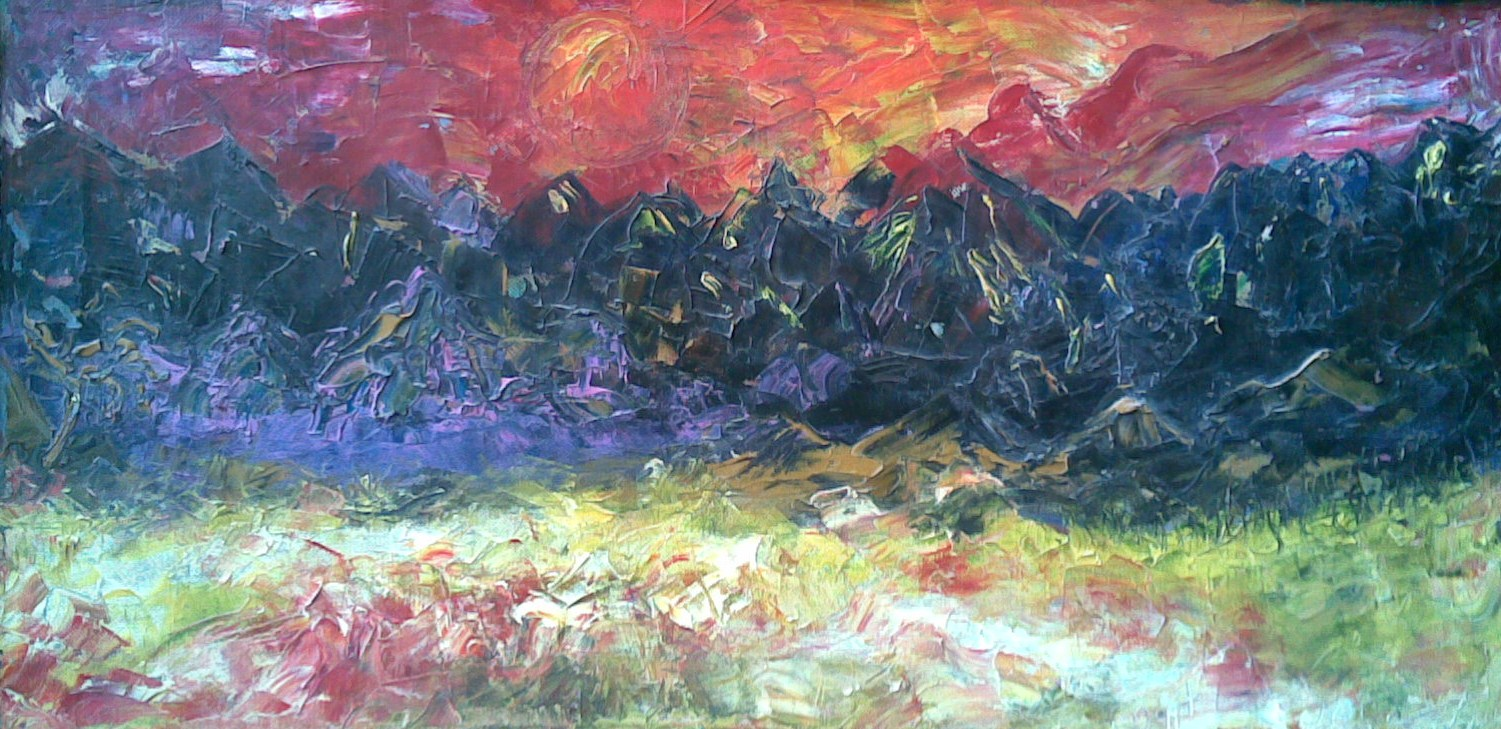
Пустыня вечером. 2006
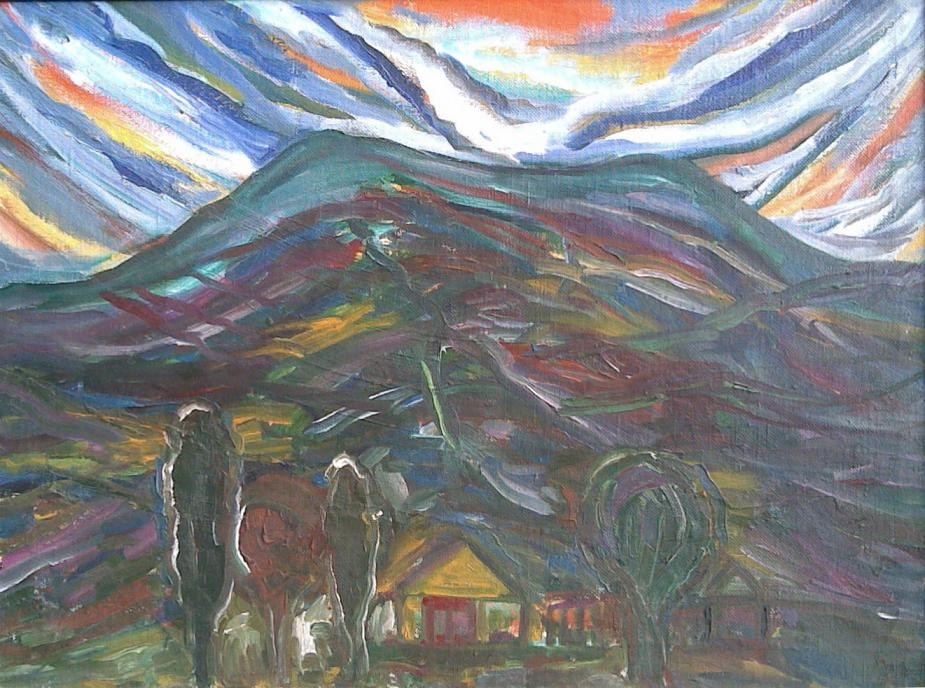
Гора Собер. 1994
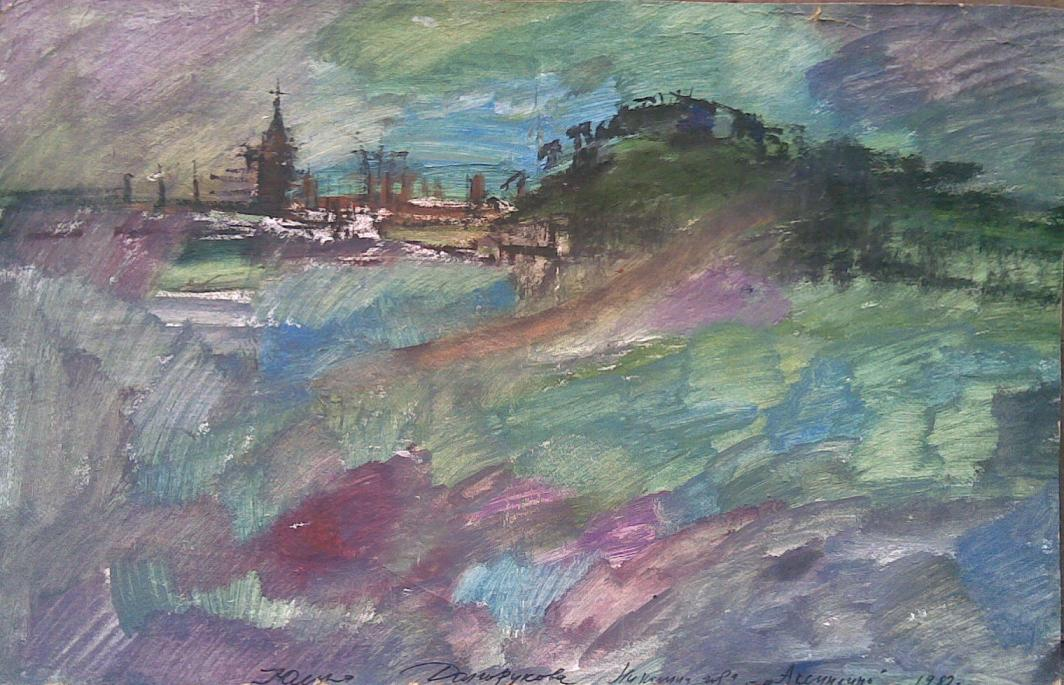
Аксиньино. Церковь. 1982
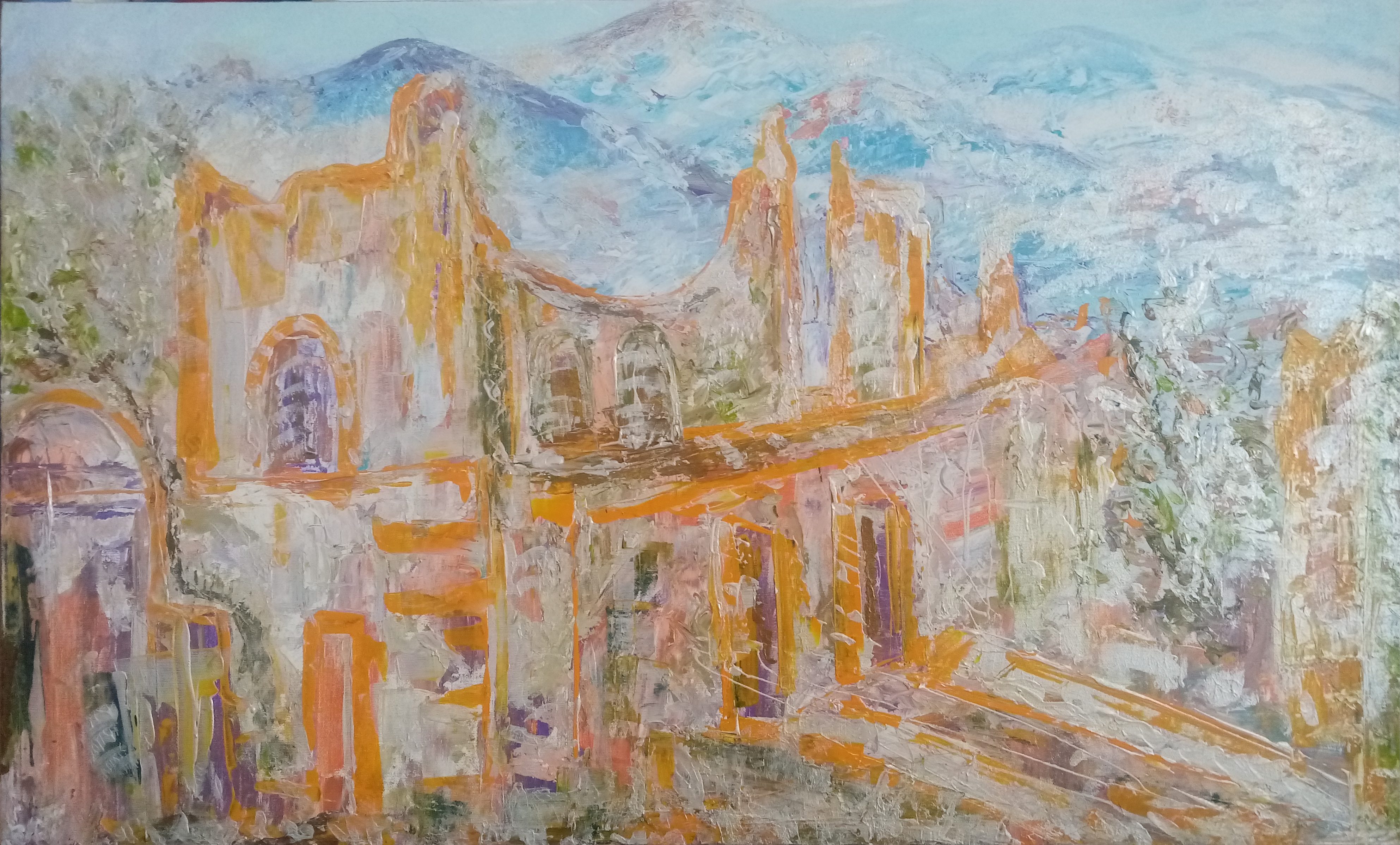
Сиедра. 2021

## Выставки
1. XII Выставка произведений молодых московских художников в Доме художника на Кузнецком мосту. Москва, 1981.
2. Выставка-представление новых членов молодёжного объединения МОСХ в Доме художника на Кузнецком мосту с Леонидом Пурыгиным и Ольгой Давыдовой. Москва, 1982.
3. XIII Выставка произведений молодых московских художников в Доме художника на Кузнецком мосту. Москва, 1983.
4. XIV Выставка произведений молодых московских художников в Доме художника на Кузнецком мосту. Москва, 1984.
5. Республиканская выставка произведений молодых художников. Москва, 1984.
6. XV Выставка произведений молодых московских художников в Доме художника на Кузнецком мосту. Москва, 1985.
7. XVI Выставка произведений молодых московских художников в Доме художника на Кузнецком мосту. Москва, 1986.
8. Художественная выставка, посвящённая 150-летию железных дорог страны. Москва — Ленинград, 1987[46].
9. Всесоюзная выставка произведений молодых художников, посвящённая 70-летию ВЛКСМ в ЦДХ. Москва, 1988.
10. Выставка во дворце культуры «Меридиан». Москва, 1988.
11. Всесоюзная выставка в Манеже. Москва, 1989.
12. Выставка в галерее «FISCHINGER». Штутгарт, 1990.
13. Выставка «Малая Грузинская 28 — От бульдозерной выставки до Манежа» в Манеже Москва, апрель 1991.Выставка «Малая Грузинская 28 — От бульдозерной выставки до Манежа» в Манеже Москва
14. Всесоюзная выставка-конкурс «Золотая кисть» в ЦДХ. Москва, 1991.
15. Персональная выставка в галерее «URIEL». Штутгарт, 1991.
16. Персональная выставка в галерее «MIRAGE». Херренберг, 1992.
17. Выставка в музее Марины Цветаевой. Болшево Московской области, 1992.
18. Выставка в галерее «INTER-ART». Штутгарт, 1992.
19. Персональная выставка в Калужском областном художественном музее. Калуга, 1993.
20. Персональная выставка в ЦДХ (Новой Третьяковке). Москва, 1993.
21. Московская международная художественная ярмарка-выставка Арт-Миф-93. ЦДХ, Москва, 1993.
22. Выставка в галерее «INTER-ART». Штутгарт, 1993.
23. Персональная выставка в Костромском областном художественном музее в рамках фестиваля «Вехи». Кострома, 1994.
24. Персональная выставка в Тарусской картинной галерее. Таруса Калужской области, 1994.
25. Юбилейная выставка на Гоголевском бульваре, посвящённая 20-летию выставки в павильоне «Пчеловодство» на ВДНХ СССР. Москва, 1995.
26. Персональная выставка в музее-квартире М. А. Булгакова. Москва, 1995.
27. Выставка в музее Марины Цветаевой. г. Александров Владимирской области, 1995.
28. Выставка Российских художников в Культурном центре «Вилликрен». Франция, 1996.
29. Персональная выставка в выставочном комплексе на Фрунзенской. Москва, 1996.
30. Выставка «Акварелей свет — III» в галерее «Чертаново». Москва, 1996.
31. Выставка «Коктебель-Карадаг» в выставочном зале «Выхино». Москва, 1997.
32. Выставка в Музее народной графики. Москва, 1997.
33. Выставка «Акварелей свет — IV» в галерее «Чертаново». Москва, 1998.
34. Выставка «Коктебель-Карадаг» в галерее «На Песчанной». Москва, 1998.
35. Персональная выставка в арт-кафе «На Планетной». Москва, 1999.
36. Рождественская выставка в галерее «Выхино». (Москва, 1999 г. декабрь)
37. Московская международная выставка-конкурс «Золотая кисть-2000»
38. Пасхальная выставка в выставочном зале «Выхино». Москва, 2000.
39. Персональная выставка в театральном центре «Вернисаж». Москва, 2000.
40. Персональная выставка в Тарусском краеведческом музее. Таруса, 2001.
41. Персональная выставка — концерт «Рождественские вечера Юлии Долгоруковой» в бизнес-центре Российской торгово-промышленной палаты. Москва, 2001.
42. Выставка, посвящённая памяти О. Н. Ефремова в бизнес-центре Российской торгово-промышленной палаты.  Москва, 2002.
43. Персональная выставка в музее Марины Цветаевой. Александров Владимирской области, 2002.
44. Выставка в галерее «А». Москва, 2002.
45. Персональная выставка в муниципальной галерее города Малоярославец.  Малоярославец, 2003.
46. Персональная выставка в Роман-театре, Шарм-эль-Шейх, Египет, 2005.
47. Выставка «Коктебель-Карадаг» в выставочном зале «Выхино». Москва, 2006.
48. Выставка «Обнажённая Россия» в выставочном комплексе «Т-МОДУЛЬ». Москва, 2006.
49. Персональная выставка в муниципальной галерее города. Малый Ярославец, 2006.
50. Персональная выставка «От Крыма до Египта» в выставочном зале Дома Журналистов. Москва, 2007.
51. Персональные выставки в галерее «АРИ» и концертном зале «Микаэли» в рамках фестиваля OLJELMA MIKKELIN MUSIIKKIJUHLAT. Миккели, Финляндия, 2007[47].
52. Персональная выставка в галерее «Алые паруса». Москва, 2008.
53. Выставка в галерее туристического комплекса «GOLD CITY». Аланья, Турция, 2009.
54. Выставка «Коктебель-Карадаг» в выставочном зале «Выхино». Москва, 2010.
55. Выставка в галерее туристического комплекса «GOLD CITY». Аланья, Турция, 2010.
56. Выставка в Международном Культурном центре. Аланья Турция, 2010.
57. Персональная выставка во Дворце Конгрессов. Париж, 2010.
58. Персональная выставка одной картины «Танец Огня» во Дворце Фестивалей и Конгрессов на проекте Дм. Маликова «СИМФОМАНИЯ». Канны, 2010.
59. Выставка в Международном Культурном центре. Аланья (Турция), 2011.
60. Юбилейная выставка «Предчувствие Весны», посвящённая 80-летию МСХ в выставочном зале МСХ, секции живописи на Тверской-Ямской 20. Москва, 29.02.2012[48], открывает вернисаж В. А. Глухов, присутствуют члены правления, искусствовед Станислав Айдинян, художники Юлия Долгорукова, Ольга Плужникова и другие художники.
61. Персональная выставка в библиотеке им. Назыма Хикмета. Москва, 2015[49].
62. Выставка в библиотеке искусств им. А.П. Боголюбова. Москва, 2016[50].
63. Выставка в Центральном доме работников искусств Москва, 2016.
64. Персональная Юбилейная выставка в Московском союзе художников Москва, 2017[51]
65. Персональная выставка в выставочном зале анталийского Аквариума Анталья, 2017[52][53]
66. Выставка-фестиваль «Коктебель-Карадаг» в выставочном зале "Тушино" 1-14 февраля 2019 года.
67. Персональная выставка в галерее «WE ART» (Гараж). Николина гора, 8-21 июня 2019 года.
68. Выставка группы «Мост» в ЦДРИ, Москва, 22 октября 2019 года[54]
69. Выставка в Художественном музее Финикса, США ноябрь 2019[43]
70. Персональная выставка в Голубой Гостиной Москонцерта на Пушечной апрель-май 2021[55]
71. Персональная выставка в Доме культуры «Успенское» в рамках событийных мероприятий «SYNTHESIS OF THE ARTS» (синтез искусств) 11.09-11.10 2021 года[56]
72. Персональная выставка в «Новой Третьяковке» на Крымском Валу. Сентябрь 2022 г.
73. Выставочный проект «МИР ВИДИМЫЙ И НЕВИДИМЫЙ» в зале МСХ на Кузнецком Мосту. Октябрь 2022 г.[57]
74. Персональная выставка в Голубой Гостиной Москонцерта на Пушечной апрель-май 2023[58]
75. Выставка в музее Марины Цветаевой в Москве. Февраль 2024 г.
76. Выставка в Гостином дворе «Уникальная Россия». Москва, май 2024 г.
77. Выставка в музее Марины Цветаевой в Москве. ноябрь 2024 г.
78. Выставка в ЖК «Вавилово» в Москве. Декабрь 2024 г.
79. Персональная выставка в галерее «ArtMaison». 21-27 февраля 2025 г.[59]

## Награды
| Year | Award                                                                | Nomination               | Result  | Source        |
| ---- | -------------------------------------------------------------------- | ------------------------ | ------- | ------------- |
| 2017 | Международный конкурс «Annual New York Art & Street Art Competition» | живопись                 | Победа  | [ 43 ]        |
| 2018 | Международный конкурс AEA-2018 (весенний сезон)                      | живопись                 | Серебро | [ 60 ]        |
| 2018 | Международный конкурс AEA-2018 (осенний сезон)                       | живопись                 | Серебро | [ 61 ]        |
| 2019 | Международный конкурс AEA-2019 (весенний сезон)                      | сценография              | Золото  | [ 62 ]        |
| 2019 | Международный конкурс AEA-2019 (осенний сезон)                       | живопись                 | Серебро | [ 63 ]        |
| 2020 | Международный конкурс AEA-2020 (весенний сезон)                      | живопись                 | Серебро | [ 64 ]        |
| 2020 | Международный конкурс AEA-2020 (осенний сезон)                       | сценография              | Золото  | [ 65 ]        |
| 2021 | Международный конкурс AEA-2021 (весенний сезон)                      | живопись                 | Серебро | [ 66 ]        |
| 2021 | Inter record                                                         | живопись                 | Победа  | [ 67 ]        |
| 2021 | Международный конкурс AEA-2021 (осенний сезон)                       | живопись                 | Серебро | [ 68 ]        |
| 2022 | Inter record                                                         | живопись                 | Победа  | [ 69 ] [ 70 ] |
| 2022 | Международный конкурс AEA-2022 (весенний сезон)                      | живопись                 | Бронза  | [ 71 ]        |
| 2022 | Международный конкурс AEA-2022 (осенний сезон)                       | графика                  | Бронза  | [ 72 ]        |
| 2023 | Международный конкурс AEA-2023 (весенний сезон)                      | живопись                 | Серебро | [ 73 ]        |
| 2023 | Международный конкурс AEA-2023 (весенний сезон)                      | монументальное искусство | Бронза  | [ 73 ]        |
| 2023 | Международный конкурс AEA-2023 (осенний сезон)                       | живопись                 | Бронза  | [ 74 ]        |
| 2024 | Международный конкурс AEA-2024 (весенний сезон)                      | живопись                 | Серебро | [ 75 ]        |
| 2024 | Международная премия SV-2024 (весенний сезон)                        | монументальное искусство | Серебро | [ 76 ]        |
| 2024 | Международный конкурс AEA-2024 (осенний сезон)                       | графика                  | Серебро | [ 77 ]        |
| 2024 | Международная премия SV-2024 (осенний сезон)                         | нейроискусство           | Серебро | [ 78 ]        |

Награждена Почётным дипломом Российско-Итальянской академии «Феррони» за вклад в мировое искусство. Москва, Россия (2019 г.), Звание «Почетный деятель искусств России» — 2021, Звание «Почетный деятель искусств Европы» — 2024  .